# Rondeshagen
Rondeshagen ist eine Gemeinde im Kreis Herzogtum Lauenburg in Schleswig-Holstein. Zur Gemeinde Rondeshagen gehört der Ortsteil Groß Weeden.

## Geschichte
Rondeshagen wurde erstmals 1373 urkundlich als „Rouchelstorp“ erwähnt.  1394 verkauft Eghard Parkentin das Gut „Rodingeshagen“ an Herzog Erich III. von Sachsen-Lauenburg. Bald darauf kamen Gut und Dorf Rondeshagen in den Besitz verschiedener Lübecker Ratsherren- und Patrizierfamilien wie z. B. Segebodo Crispin, Nicolaus Carbow und Gottschalck von Wickede und dem Lübecker Bürgermeister Christoph Tode. Die Familie von Tode hatte Rondeshagen bis 1788 in ihrem Besitz. 1747 wurde Rondeshagen als Teil der Möllner Pertinenzien wieder in das Herzogtum Lauenburg eingegliedert. Die gutsherrliche Zeit endete 1928. Von 1889 bis 1948 gehörte die Gemeinde zum Amtsbezirk Bliestorf, seit 1948 zum Amt Berkenthin.

## Politik

### Gemeindevertretung
Bei der Kommunalwahl am 14. Mai 2023 wurden insgesamt elf Sitze vergeben. Von diesen erhielten die Freie Wählergemeinschaft Röndeshagen und die CDU jeweils vier Sitze und die Aktive Bürgergemeinschaft Röndeshagen erhielt drei Sitze.

### Wappen
Blasonierung: „Von Rot und Silber durch einen schmalen silbernen und breiteren blauen Schrägwellenbalken geteilt. Oben eine achtblättrige silberne Rose mit roter Mitte, unten zwei achtblättrige rote Rosen mit silberner Mitte.“

## Wirtschaft
Im Ortsteil Groß Weeden gibt es die einzig vollständig überdachte Sonderabfalldeponie Deutschlands.
Ebenfalls befindet sich im Ort die Behinderteneinrichtung Thorsmoerk.

## Sehenswürdigkeiten
In der Liste der Kulturdenkmale in Rondeshagen stehen die in der Denkmalliste des Landes Schleswig-Holstein eingetragenen Kulturdenkmale.